# Schaumstabilisator
| Schaumstabilisatoren (Auswahl)                                            |
| ------------------------------------------------------------------------- |
| Laurinsäure-N,N-(2-hydroxyethyl)-amid (Hauptbestandteil von Cocamide DEA) |
| 4-Methyl-2-pentanol (MIBC)                                                |

Ein Schaumstabilisator ist ein Zusatzstoff zur Verlängerung der Lebensdauer von Schäumen.

## Anwendung (Auswahl)

### Körperpflege
In Körperpflegemitteln wie Shampoos werden den waschaktiven Stoffen geringe Mengen an Schaumstabilisatoren zugesetzt, um beim Waschen ein unerwünscht schnelles Zusammensinken des Schaums zu verhindern. Dafür werden oft Alkansäure-N,N-bis(hydroxyalkyl)-amide (Fettsäurealkanolamide, z. B. Cocamid DEA) verwendet.

### Herstellung von Polyurethanschäumen
Bei der Herstellung von Polyurethanschaum werden den Reaktionspartnern Polyisocyanat/Polyol/Wasser neben Emulgatoren auch Schaumstabilisatoren zugesetzt. Letztere stabilisieren den durch die Bildung von Kohlendioxid (CO2) aufsteigenden Schaum bis zur Aushärtung. Als Schaumstabilisatoren werden spezielle Silicium-organische Verbindungen eingesetzt.

### Flotation
In der Flotation werden verschiedene Stoffe und Stoffgemische zur Schaumstabilisierung eingesetzt. Zu diesen Additiven zählen
- Kiefernöl,
- diverse Alkohole, wie 4-Methyl-2-pentanol (MIBC), Polyglycole und Xylenole.